# Wola Jabłońska
Wola Jabłońska – wieś w Polsce położona w województwie wielkopolskim, w powiecie grodziskim, w gminie Rakoniewice.
Wieś leży przy szosie z Nowego Tomyśla do Rakoniewic. Od północno-zachodniej strony przepływa rzeka Dojca.
W latach 1975–1998 miejscowość administracyjnie należała do województwa poznańskiego.